# Apol·lodor d'Atenes (pintor)
Apol·lodor d'Atenes (en llatí Apollodorus, en grec antic Ἀπολλόδωρος) fou un pintor grec nascut a Atenes que va florir al segle v aC, aproximadament cap a l'any 480 aC. Se l'anomenava σκιαγραφος, literalment el pintor de l'ombra, per la tècnica que va aportar a la pintura.
Va iniciar un nou període de la pintura grega, aconseguint donar un efecte dramàtic a les formes essencials que havia introduït Polignot, afegint una representació més real de les persones i objectes que representava, no individualment, sinó en el conjunt, segons explica Plini el Vell. Va ser el primer en utilitzar les tècniques del clarobscur, φθορὰν καὶ ἀπόχρωσιν σκιᾶς (utilitza la foscor i l'ombra), diu Plutarc.
Alguns pintors anteriors, com ara Dionís de Colofó utilitzaven una tècnica que els grecs anomenaven τόνος, una degradació adequada de la llum i l'ombra, però Apol·lodor va saber augmentar aquest escalat d'ombres. Més tard, Zeuxis d'Heraclea, el seu rival, en va perfeccionar la tècnica.
Plini el Vell anomena i explica dues obres seves:
- Un sacerdot en adoració davant de l'estàtua d'un déu, que s'interpreta com una imatge de la pietat.
- Àiax mort per un llamp, que s'interpreta com una imatge de la impietat i la blasfèmia.[1]